# عبد القادر الراشدي القسنطيني
عبد القادر الراشدي القسنطيني هو شيخ وعلّامة جزائري، اسمه الكامل عبد القادر بن محمد بن أحمد بن مبارك بن عبد الله الرّاشدي، عاش في مدينة قسنطينة وتولّى القضاء والتّدريس والفتوى بها.
 وهو الرّاشديّ: ونسبة الرّواشد مدشرٌ من مداشر فرجيوة التّابعة لولاية ميلة قرب قسنطينة، كما يقول الحفناويّ الدّيسيّ في «تعريف الخلف» , ويُرجِعُ عبدُ القادر الرّاشدي ـ نفسُهُ ـ نَسَبَه وأصلَ عائلته إلى «راشد»؛ يقول: «نِسبةٌ إلى «راشد» جدّ عالٍ جدًّا»، وهو «راشد بن فرقان» الّذي اشتهروا به، ويقولُ: «هو الإمام حافظ المغرب أبو الفضل راشد الوليدي أُمًّا ومَدْفَنًا؛ شيخ أبي الحسن شارح «المدوّنة» والجزوليّ شارح «الرّسالة»».

## مولده ونشأته
ولد بقسنطينة عام 1112هـ، وقرأ على والده وبه تخرَّجَ، ثمَّ ورد إلى تونس والجزائر، ومكث بهما مدَّةً، وأخذ عن علمائها، وعاد إلى بلده فدرَّس ونفع الطَّلبة.
أشهر شيوخه الذين تخرج عليهم أحمد بن قاسم البوني
 و للراشدي قصيد مفيد معروف في العقيدة:

## تآليفه
- متسعة الميدان في إثبات وجه الوزن وآلة الميزان، تعرض فيه لمباحث اعتقادية وكلامية وناقش فيه على وجه الخصوص مذهب أهل التأويل في مبحث المتشابه، وهو الكتاب الذي سبب له المحنة التي سبق الإشارة إليها وقد فرغ من تبييضه وقت زوال يوم الخامس عشر من محرم عام 1187م، وتوجد منه نسخة مخطوطة ضمن مجموع رسائل الراشدي يقع في 160 صفحة.
- حاشية على المواقف العضدية، وقد قيل إنها حاشية محشوة بالتحقيق والإتقان.
- مفاد التحصيل لإعداد السبيل، وهو منظوم مع شرحه وضعه ردا على مخالفيه في قضية التأويل
- رسالة في التوحيد.
- رسالة في التعليق على سعد الدين التفتازاني في شرح مقاصده في أفعال العباد.
- كتاب سماه : تجديد الإيمان في أواخر الزمان.
- كتاب في مباحث الاجتهاد بسط فيه مسائل أصولية وكلامية.
- تحفة الإخوان في تحريم الدخان، منه مخطوط يقع في 53 صفحة وصدر عن دار الغرب سنة 1997م بتحقيق وتقديم الدكتور عبد الله حمادي، وقد جاء في تعريف الخلف للحفناوي :«وله رسالة في تحريم الدخان شحنها أولا ببيان شاف في حال الدخان، ثم جلب من الأدلة المقتضية لحرمته ما لا مزيد بعده.».
- رسالة في حكم من جرى حلفه بحرام.
- وقال الحفناوي في تعريف الخلف :« وله تعليقات جمة وفتاوى ومسائل ابتكارية جليلة وتفسير عدة آيات وقعت بمجالس صالح باي.
- عقد اللآلي المستضيئة لنفي ظلام التلبيس ،
- قصيدة طويلة تصف قدوم الإسبان إلى الجزائر وتشيد باستماتة القائد صالح باي في الدفاع عن العاصمة.
- قصيدة في مدح النبي.
- قصيدة في مدح شيخه أبي العباس المكودي.[2]

## وفاته
قال الزبيدي: «ولم يزل على حاله من نشر السنة وإلقاء الدروس وإفادة الطلبة حتى توفي في أوائل ذي الحجة من شهور سنة 1194، رحمه الله رحمة واسعة، فما خلف بعده مثله ، وتأسف الناس على فقده وحزنوا عليه.»"